# Güterbahnhof Basel Bad Bf

Der  Güterbahnhof Basel Bad Bf (Basel Bad Gbf) war ein Güterbahnhof im schweizerischen Basel. Er wurde 1905 eröffnet. Seit der Schliessung in den Jahren 1998 bis 2003 entsteht auf dem Gelände gegenwärtig das neue Stadtquartier Erlenmatt in Kleinbasel.
Das ehemalige, repräsentative Verwaltungsgebäude steht unter Denkmalschutz und beherbergt eine Schule.

## Geschichte

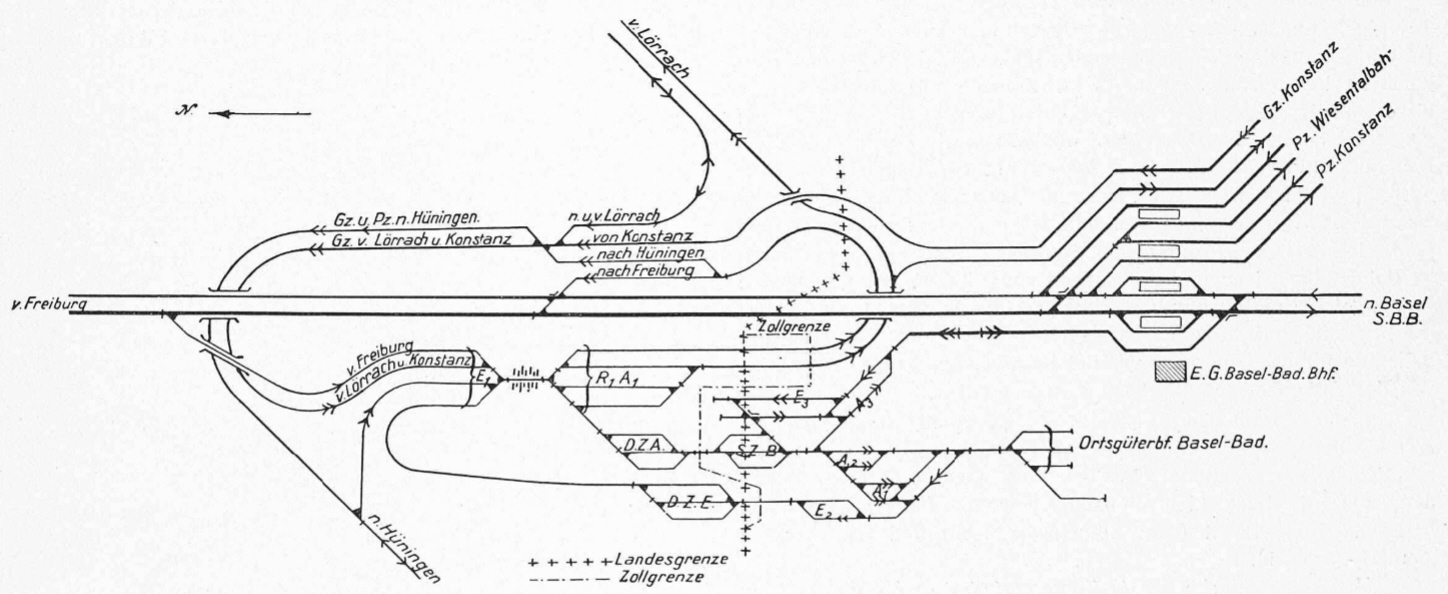
Gleisschema der drei Badischen Bahnhöfe in Basel und Weil (1914)

Im Zuge der Verlegung und des Neubaus des Badischen Bahnhofs in Basel wurde mit einem Investitionsvolumen von 53,1 Millionen Reichsmark der seinerzeit teuerste und umfangreichste Bahnhof der Großherzoglich Badischen Staatseisenbahnen errichtet. Der neue Badische Bahnhof wurde am 13. September 1913 eröffnet.
Der Güterbahnhof entstand nördlich des alten Badischen Bahnhofs von 1855 und konnte zum Teil dessen Gleise und Brücken nutzen. Er wurde als erster Bahnhof des Grossprojekts am 15. Dezember 1905 eröffnet.
1909 legten die Badischen Staatsbahnen den Schweizer Behörden Pläne für einen vier Kilometer langen und 200 Meter breiten Rangierbahnhof zwischen der Wiese und Haltingen vor. Der Rangierbahnhof Basel Bad Bf (Basel Bad Rbf) lag zu einem Drittel auf Schweizer Territorium. Dieser Bahnhof wurde in den Verträgen, die zwischen Deutschland und der Schweiz abgeschlossen werden mussten, als Basel Badischer Verschubbahnhof bezeichnet.
Das 1913 insgesamt 235 Hektar grosse Bahnhofsgelände der drei Badischen Bahnhöfe in Basel und Weil teilten sich die Schweiz mit 98 Hektar und das Land Baden mit 137 Hektar in den Gemeinden Haltingen und Weil am Rhein. Insgesamt wurden für den Bau 191 Kilometer Gleise und 835 Weichen verlegt sowie 652.000 Kubikmeter Geröll, Kies und Sand von den Schotterterrassen abgetragen und in das tieferliegende Gebiet bei Basel transportiert. Um die Anlagen zu realisieren, mussten 17 Eisenbahnbrücken, fünf Strassenbrücken und mehrere Tunnels gebaut werden. 
In Haltingen entstanden zusätzlich ein Bahnbetriebswerk mit Lokomotivschuppen für 32 Lokomotiven und entsprechende Werkstätten. In Weil wurden Wohnsiedlungen für Bedienstete der Eisenbahn, deren Angehörige und Pensionäre errichtet. Viele zogen von Basel nach Weil um. Eine weitere Bahnarbeitersiedlung entstand in Haltingen, es ist das Gebiet Im Rad, das von einer Kehrschleife umgeben ist und aus der Luft betrachtet einen Kreis bildet. Zeitweise wohnten bis zu 10.000 Menschen am Bahnknotenpunkt Basel-Weil.

## Beschreibung

### Der Güterbahnhof
Der Güterbahnhof hatte eine Fläche von 19 Hektar und war damit der kleinste der drei neuen Bahnhöfe. Angelegt wurde ein Kopfbahnhof mit fächerförmig ausgerichteten Gleisen. Er lag westlich, jedoch durch die Schwarzwaldallee räumlich getrennt vom neuen Badischen Personenbahnhof. Der Rangierbahnhof lag direkt nördlich des Güterbahnhofs, die Wiesebrücke bildete die Grenze. Zum Teil konnten die Entladung und Zollabwicklung der Waggons in Hallen durchgeführt werden. Ab der Eröffnung war das Areal bis 1998 für Nichtbeschäftigte als Zollausland nicht mehr zugänglich.
Seine Bedeutung hatte der Bahnhof als Endpunkt und Grenzbahnhof des Güterverkehrs zur Schweiz auf der Badischen Hauptbahn von Mannheim oder Konstanz. Ferner waren die Wiesentalbahn, die Bahnstrecke Leopoldshöhe–Lörrach und die Bahnstrecke St. Ludwig–Leopoldshöhe über Leopoldshöhe (Weil am Rhein) angebunden. Letztere war damals für den Güterverkehr aus dem Reichsland Elsaß-Lothringen bedeutend. Nach ihrer Schliessung 1937 wurde 1938 die Hafenbahn zum neuen Rheinhafen Weil am Rhein über ihren Abzweig angeschlossen.
1912 errichtete die Basler Lagerhausgesellschaft (BLG) einen Eisenbetonsilo, Architekt war R. Sandreuter.
1970 wurden die Gleisanlagen noch erweitert und umgebaut. In der Folge wurden hier Container mit Portalkränen verschiedener Grösse umgeschlagen. 1989 gab die Deutsche Bahn Pläne bekannt, dass der Güterbahnhof aufgegeben wird. In Basel wurden seit 1996 städtebauliche Wettbewerb für eine zukünftige Nutzung des Areals ausgeschrieben.
1998 war die ganzflächige Nutzung des Geländes durch die Deutsche Bahn beendet und 2003 wurde der Bahnbetrieb eingestellt. Der Containerumschlag konnte 1999 auf den neuen eröffneten Umschlagbahnhof in Weil am Rhein verlegt werden. Das heutige DUSS-Terminal Basel - Weil am Rhein entstand auf dem deutschen Teil des stillgelegten Rangierbahnhofs Basel Bad Rbf.

### Das Verwaltungsgebäude des Badischen Güterbahnhof Basel

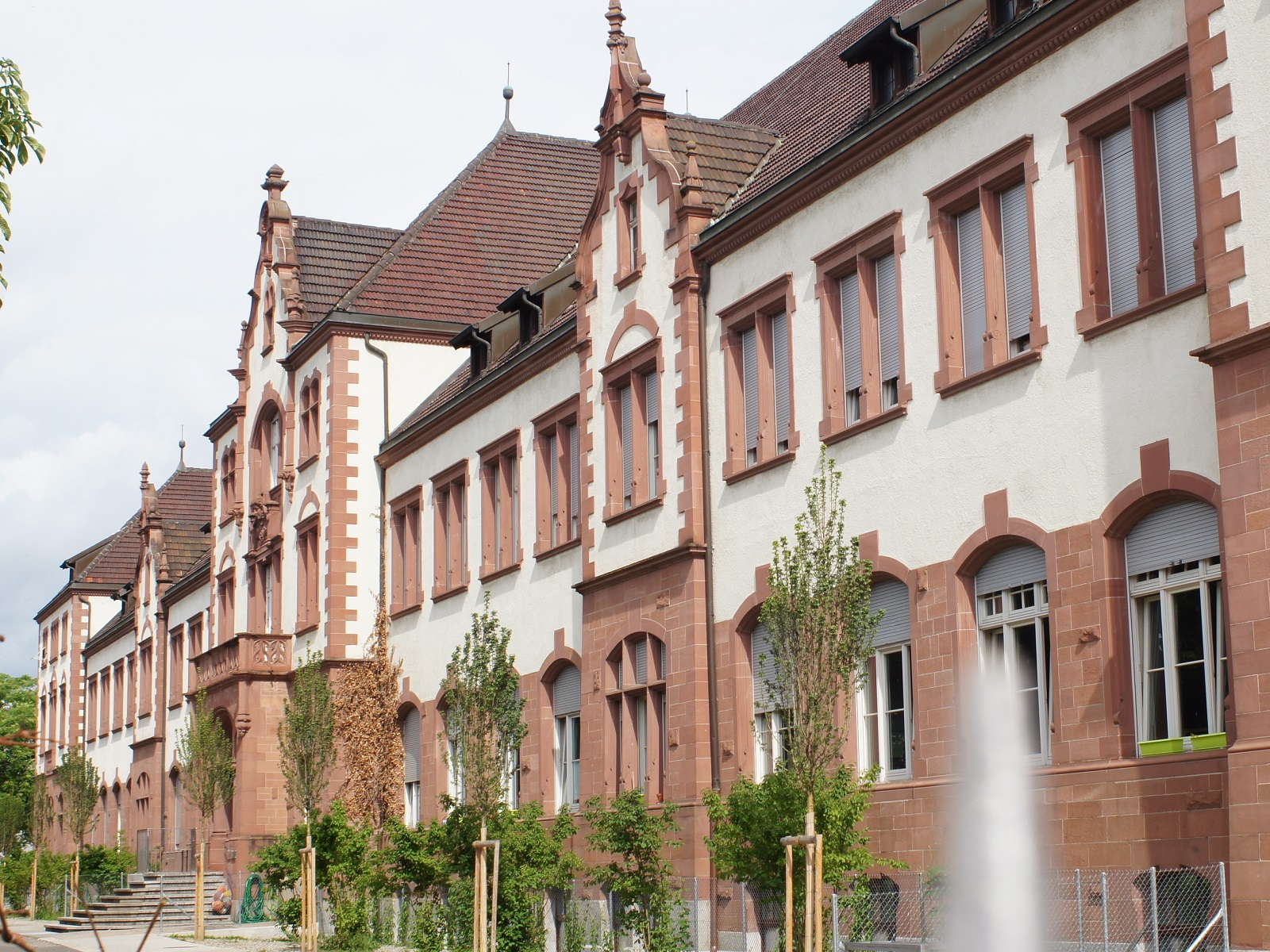
Ehemaliges Verwaltungsgebäude (2019)

Das Verwaltungsgebäude wurde 1903–1905 erbaut und im Stil des Historismus fertiggestellt. Es ist ein repräsentativer Bau, der zuerst auf ganzer Breite die Bahnanlagen von der Stadt abgrenzte. Der denkmalgeschützte Bau von örtlicher Bedeutung wurde im Auftrag der Vivico umfassend saniert und 2009 von der Kalaidos Bildungsgruppe Schweiz erworben, die dort eine Schule der Swiss International School einrichtete.